# 파에타노

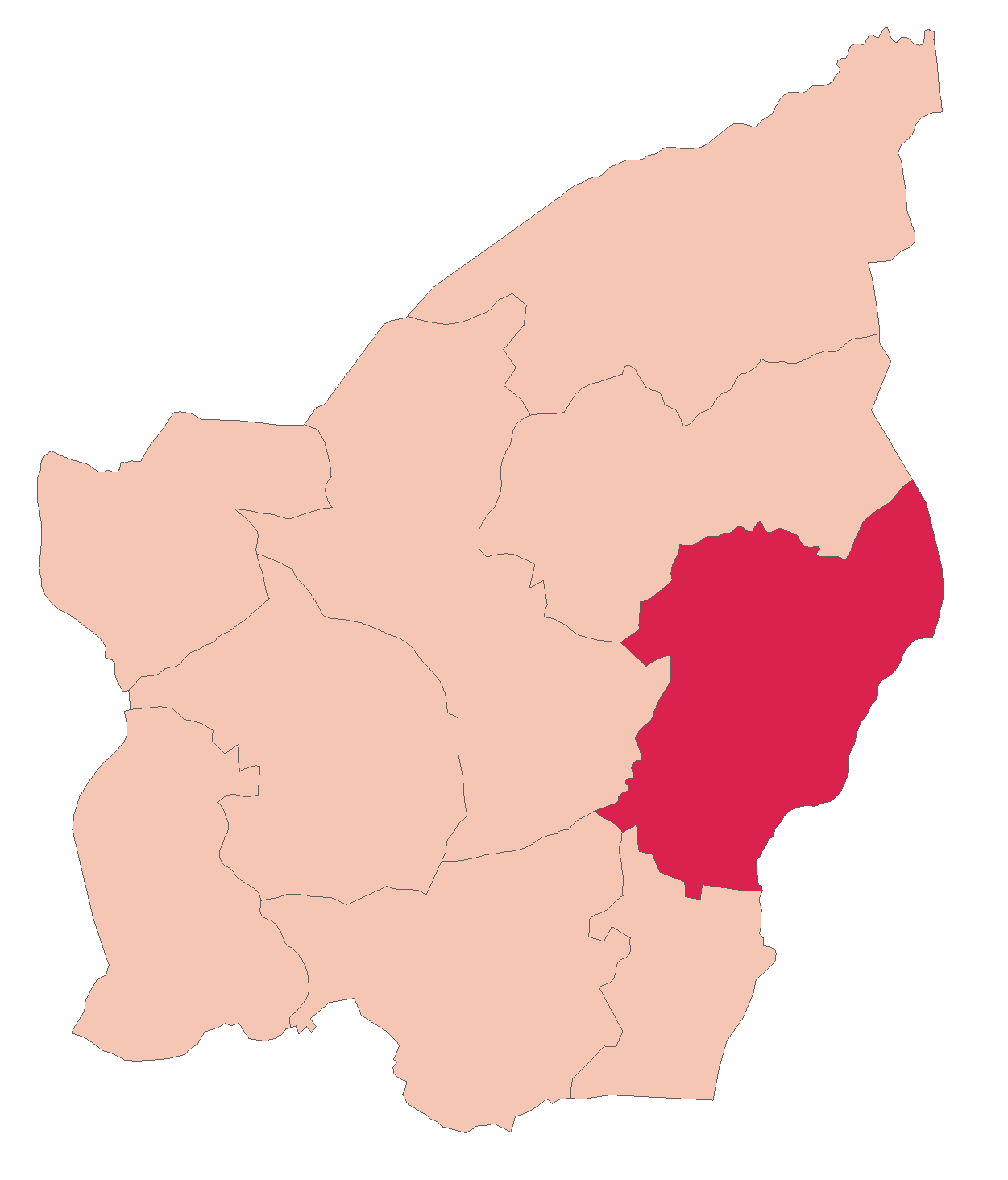
파에타노의 위치

파에타노(이탈리아어: Faetano)는 산마리노의 지방자치체로 인구는 1,132명(2006년 기준), 면적은 7.75km2, 높이는 362m이다. 4개 마을을 관할하며 몬테자르디노, 피오렌티노, 보르고마조레, 도마냐노, 이탈리아 코리아노, 몬테스쿠도, 사소펠트리오와 접한다. 1463년 산마리노의 마지막 영토 확장 당시에 편입되었다.

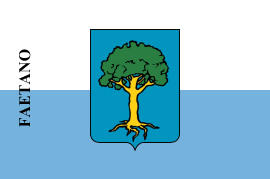
시기
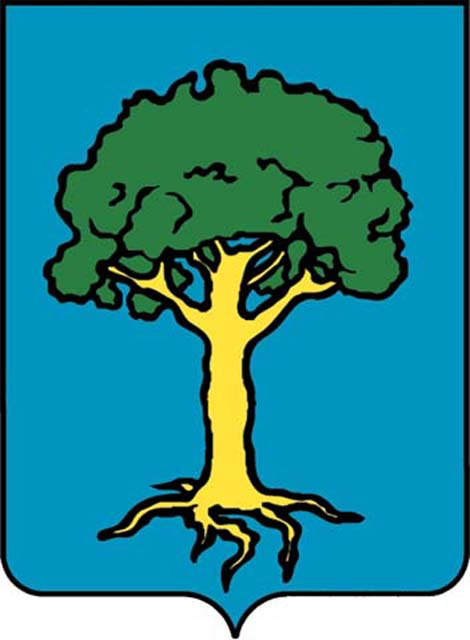
시 문장